# Мавлютов, Мидхат Рахматуллич
Мидхат Рахматуллич Мавлютов (16 февраля 1928, Шланлыкулево, Буздякская волость, Белебеевский кантон, Башкирская АССР, РСФСР, СССР — 8 декабря 2000, Уфа, Башкортостан, Россия) — учёный, член-корреспондент Академии наук Республики Башкортостан (1995); член Экспертного совета ВАК РФ (1982—1994, 1997); Академик РАЕН (1995); Заслуженный нефтяник Башкирской АССР, Почетный нефтяник СССР; Заслуженный деятель науки и техники РСФСР и Башкирской АССР.

## Биография
Мавлютов Мидхат Рахматуллин родился 16 февраля 1928 года в д. Шланлыкул Башкирской АССР.
В 1950 году окончил Уфимский нефтяной институт. После окончания института работал старшим преподавателем, доцентом, профессором, заведующим кафедрой бурения, деканом горно-нефтяного факультета, проректором по научной работе, директором конструкторско-технологического бюро Уфимского нефтяного института.
В 1964 году избран заведующим кафедрой бурения института.
Мавлютов Мидхат Рахматуллич подготовил более 50 кандидатов технических наук и 19 докторов наук.
Мавлютов М. Р. был избран действительным членом и членом-корреспондентом нескольких российских академий и АН РБ.
Член-корреспондент Академии наук Республики Башкортостан (1995), он состоял в Отделении нефти и газа АН РБ.

## Труды
Мавлютов Мидхат Рахматуллин — соавтор более 400 научных и методических работ, написал несколько учебников и монографий, переведеных на английский и испанский языки. Он принял участие как соавтор в создании около 50 изобретений, некоторые были запатентованных в США, Германии..
- Технология бурения глубоких скважин. Учебное пособие для вузов. Авторы: М. Р. Мавлютов, Л. А. Алексеев, К. И. Вдовин, Г. В. Конесев, Л. М. Левинсон, П. Н. Матюшин, Р. X. Санников, Р. М. Сакаев, Н. М. Филимонов. Под общей редакцией М. Р. Мавлютова. М.: Недра, 1982.
- Мавлютов М. Разрушение горных пород при бурении скважин. М., 1978;
- Мавлютов М. Крепление высокотемпературных скважин в коррозионно-активных средах. М., 1987 (соавт.);
- Мавлютов М. Смазочные действия сред в буровой технологии. М., 1992 (соавт.).

## Награды
Диплом РАЕН за фундаментальный вклад в теорию и практику строительства нефтяных и газовых месторождений.
Орден «Знак Почета» (1975), Лауреат премии им. академика И. М. Губкина (1983, 1987).
Награждён золотыми медалями ВДНХ, медалью РАЕН «За научное открытие» им. акад. П. Л. Капицы (1995г).